# Jneapăn
Jneapănul, jep (Pinus mugo Turra) sau pinul de munte  (Pinus montana Mill), este un arbust cu tulpină culcată sau ascendentă, ramificată, cu crengile plecate la pământ; scoarța este cenușie-brună, crăpată în plăci neregulate; cu frunze aciculate, câte două, rigide, îngrămădite câte două spre vârful lujerului, în coadă de vulpe, adesea încovoiate spre lujer în formă de  seceră, de un verde viu și cu olungime de 3–8 cm. Conurile solitare sau câte două - trei aproape sesile, ovoide, sau sferice, de 2–6 cm lungime, cu umbelic central, scurt mucronat, înconjurat de un inel negru. Maturitatea este timpurie, la 6-10 ani, iar periodicitatea fructificației anuală. Jnepenișurile se găsesc în zone unde stratul de zăpadă este prezent 80-160 zile pe an, astfel că perioada de vegetație de 5-6 luni pe an oferă o perioadă de creștere și maturizare a lemnului de maxim 3-4 luni pe an.
Este un conifer, care crește sub formă de arbust la altitudini montane situate între 1500–2300 m. Este considerat un pin târâtor. Se mai numește și pin de piatră, jip mare, cetină strâmbă. Este o relicvă glaciară, considerat monument al naturii, fiind interzisă distrugerea lui din flora spontană. Înflorește în perioada iunie - august, conurile rămân pe lujeri mai mulți ani.
Elasticitatea tulpinilor oferă o rezistență deosebită împotriva avalanșelor, viscolelor și stratului gros de zăpadă. Zăpada poroasă, conținând un mare volum de aer, care acționează ca termoizolant, are un important rol protector, față de temperaturile foarte coborâte. Jnepenișurile constituie un sistem de apărare împotriva avalanșelor, protejând pădurea din vale.

## Partea utilizată. Recoltare
Se utilizează mugurii, recoltați înainte de a se desface, în lunile martie, aprilie. Mugurii se rup cu rămurica de susținere până la 3 cm. Se usucă la umbră și cât mai rapid, pentru a nu se desface.

## Principii active
Cetina și mugurii conțin ulei volatil, alcooli, tanin, rezine, substanțe minerale, vitamina C.

## Efecte farmacologice
Din muguri sau vlăstarii tineri se obțin substanțe cu efect antiinflamator, regenerator al țesutului osos în procesele de decalcifiere. Indicat în anumite forme de reumatism, artroză, osteoporoză.

## Mod de utilizare
Se pot folosi următoarele preparate:
- PENTRU UZ INTERN:

1. Infuzie (o linguriță la cană), 2 - 3 căni pe zi;
2. Sirop pectoral din 100 g muguri zdrobiți, macerați 12 ore în 100 ml alcool, peste care se toarnă 1/2 l apă clocotită și se strecoară după 6 ore, adăugându-se 650 g zahăr care se dizolvă la cald, completându-se cu apă până la 1 litru.

- PENTRU UZ EXTERN:

1. Băi antireumatismale cu infuzie;
2. Loționări ale tenului, de asemenea cu infuzie.

Tot sub denumirea de jneapăn există și Juniperus communis, Pinus montana (Pin montan).
Se mai cunoaște și sub denumirea populară de jep (pl. jepi).